# Allensville (Kentucky)
Allensville es una ciudad ubicada en el condado de Todd en el estado estadounidense de Kentucky. En el año 2010 tenía una población de 157 habitantes y una densidad poblacional de 56,07 personas por km².

## Geografía
Allensville se encuentra ubicada en las coordenadas 36°42′57″N 87°04′12″O / 36.71583, -87.07000.

## Demografía
Según la Oficina del Censo en 2000 los ingresos medios por hogar en la localidad eran de $34,545 y los ingresos medios por familia eran $35,208. Los hombres tenían unos ingresos medios de $31,875 frente a los $16,071 para las mujeres. La renta per cápita para la localidad era de $12,937. Alrededor del 21.5% de la población estaban por debajo del umbral de pobreza.